# カクガリ君!〜確率をガリガリ勉強して幸せになろう〜
カクガリ君!〜確率をガリガリ勉強して幸せになろう〜（カクガリくん かくりつをガリガリべんきょうしてしあわせになろう）は、2015年7月21日から9月29日までTBSで放送されたバラエティ番組。全11回。放送時間は火曜0:41 - 1:11（月曜深夜、JST）。
『カクガリ君』はアイス菓子「ガリガリ君」のもじり。

## 出演者
MC
- ムロツヨシ

ご意見番
- 小籔千豊

進行
- 宇垣美里

## スタッフ
- 製作著作：TBS
- プロデューサー：吉橋隆雄
- 総合演出：和田悟
- 編成担当：岸田大輔